# Ministère des Affaires étrangères (Andorre)
Pour les articles homonymes, voir Ministère des Affaires étrangères.
Le ministère des Affaires étrangères (en catalan : Ministeri d'Afers Exteriors) est le ministère du gouvernement andorran qui supervise les relations extérieures d'Andorre. Il a été formé en 1981.

## Liste des ministres des Affaires étrangères
- Antoni Armengol (1993-1994)
- Marc Vila Amigó (1994)
- Manuel Mas Ribó (1994-1997)
- Albert Pintat (1997-2001)
- Juli Minoves Triquell (12 avril 2001 - 7 mai 2007)
- Meritxell Mateu i Pi (7 mai 2007 - 4 juin 2009)
- Xavier Espot Miró (8 juin 2009 - 16 mai 2011)
- Gilbert Saboya Sunyé (16 mai 2011 - 17 juillet 2017)
- Maria Ubach Font (17 juillet 2017 - 17 mai 2023)
- Imma Tor Faus (depuis le 17 mai 2023)

## Structures
- Département des affaires bilatérales et consulaires
- Département des affaires multilatérales et de coopération